# Conus glans
Espèce
Statut de conservation UICN

 LC  : Préoccupation mineure
Conus glans est une espèce de mollusques gastéropodes marins venimeux de la famille des Conidae.

## Répartition
Cette espèce se rencontre dans l'océan Indien, au bord des côtes de l'île Chagos, de Madagascar, des Seychelles, de l'île Maurice et de La Réunion.

## Synonymes
- Conus fusiformis Fischer von Waldheim, 1807
- Conus glans var. granulata Dautzenberg, 1937
- Conus violaceus Link, 1807
- Leporiconus glans (Hwass in Bruguière, 1792)